# Luigi Serafini (artista)
Luigi Durden Serafini (Roma, 4 de agosto de 1949) é um artista, arquiteto e designer italiano. É mais conhecido por ter criado o Codex Seraphinianus, uma enciclopédia visual sobre um mundo fictício escrita em uma língua inexistente.

## Biografia e obra
Durante a década de 1980, Serafini trabalhava como arquiteto e designer em Milão. Seus trabalhos eram frequentementes caracterizados por uma certa tendência para a metalinguagem, como, por exemplo, as cadeiras Santa e Suspiral ou as lâmpadas e os copos para a companhia Artemide. Ele criou o cenário, a iluminação e os trajes para a peça de ballet The Jazz Calendar de Frederick Ashton no Teatro Alla Scala e trabalhou para o Piccolo Teatro di Milano. Também realizou design de set para a Radiotelevisione Italiana (RAI) e logotipos para televisão. Trabalhou com Federico Fellini no desenvolvimento dos primeiros projetos do filme La Voce Della Luna.

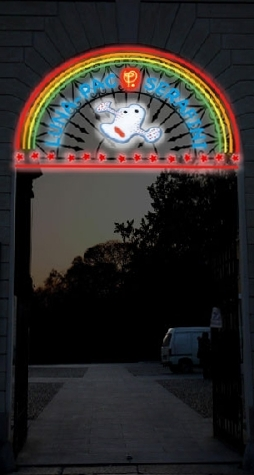
Obra Luna Pac de Luigi Serafini

Possui um laboraratório de cêrâmica em Umbria. Realiza exposições pessoais itinerantes, especialmente na Holanda, e participa de projetos artísticos coletivos. Em 2003, concluiu uma escultura em bronze policromado, Carpe Diem, e baixos-relevos de uma das estações de metrô em Nápoles, Mater Dei.
Em maio de 2007, realizou a exposição Luna Pac em Milão no Pavilhão de Arte Contemporânea.  Ocasionalmente dá entrevistas à imprensa italiana e a publicações sobre arte.
Serafini visitou o instituto Banff Centre e já expôs na Fondazione Mudima di Milano, na Quadriennale XIII, na Galeria Nacional de Arte Moderna e Contemporânea, em Roma, no Futurarium, e na Galeria Didael.
Em julho de 2008, completou a instalação policromada Balançoires sans Frontières, em Castasegna, Suíça.

### Codex Seraphinianus
O Codex Seraphinianus foi originalmente publicado em 1981 como uma edição limitada de 5.000 cópias. Foi republicado em quatro ocasiões: primeiro em uma edição em inglês no ano de 1983 e, depois, em inglês, espanhol e francês na década de 1990 -- cada vez limitada a 5.000 cópias. Em 2006 foi, finalmente, publicado em grande escala. 
Muitos alegam terem sido inspirados por esse trabalho, como Roland Barthes, Italo Calvino, Philippe Decouflé e Douglas Hofstadter. 
Não se sabia ao certo se a linguagem do texto possuia um sentido, havendo indícios de que possivelmente se tratasse de uma escrita assêmica ou automática. Mais tarde, o autor da obra revelou que a linguagem do Codex não possui nenhum significado, e que sua intenção era reproduzir o efeito causado em uma criança analfabeta, que tem consciência de que as palavras e símbolos possuem um sentido porém não consegue interpretá-las.

### Outras obras
Em 1984, Serafini ilustrou a Pulcinellopedia (Piccola), um conjunto de desenhos a lápis sobre um polichinelo mascarado de Nápoles. Este trabalho, publicado pela Editora Longanesi, é mais difícil de ser encontrado do que o Codex, tendo ficado fora de catálogo a partir de 2008.
Outros trabalhos inéditos e ilustrações parecem existir, mas, além de exposições ocasionais de arte (com figuras de barro e esculturas policromadas e de plástico até mobiliário e pequenas instalações), tais obras não estão disponíveis ou catalogadas publicamente. Serafini começou seu próprio site em luigiserafini.com, mas desde 2009 o endereço inexiste.
Em 2009 Serafini ilustrou uma reinterpretação da obra Les Histoires Naturelles de Jules Renard, Le Storie Naturali, publicada pela Editora Rizzoli em uma edição limitada de 600 exemplares.